# Hvítanes
Hvítanes (IPA: [ˈkvʊitaneːs], danska: Hvidenæs) är ett samhälle på östkusten av Streymoy, huvudön i Färöarna. Hvítanes tillhör Torshamns kommun, och ligger strax nordost om Hoyvík och huvudstaden Torshamn. Hvítanes ligger i en liten vik med en stenstrand och en hamn där de små båtarna kan dras upp på en ramp. Därmed är de utan räckhåll för det ibland destruktiva havet. Hvítanes grundades 1837 av personer från huvudsakligen Kollafjørður. Det finns planer på att bygga en underhavstunnel från Hvítanes till brädden av Skálafjørður på Eysturoy.
Vid folkräkningen 2015 hade Hvítanes 105 invånare.
Ortens namn betyder "Vit punkt" på färöiska.

## Befolkningsutveckling
| Befolkningsutvecklingen i Hvítanes 1985–2015 | Befolkningsutvecklingen i Hvítanes 1985–2015 | Befolkningsutvecklingen i Hvítanes 1985–2015 | Befolkningsutvecklingen i Hvítanes 1985–2015 | Befolkningsutvecklingen i Hvítanes 1985–2015 |
| -------------------------------------------- | -------------------------------------------- | -------------------------------------------- | -------------------------------------------- | -------------------------------------------- |
|                                              |                                              |                                              |                                              |                                              |
| År                                           |                                              |                                              | Folkmängd                                    |                                              |
| 1985                                         | 1985                                         |                                              | 95                                           |                                              |
| 1990                                         | 1990                                         |                                              | 97                                           |                                              |
| 1995                                         | 1995                                         |                                              | 91                                           |                                              |
| 2000                                         | 2000                                         |                                              | 95                                           |                                              |
| 2005                                         | 2005                                         |                                              | 96                                           |                                              |
| 2010                                         | 2010                                         |                                              | 104                                          |                                              |
| 2015                                         | 2015                                         |                                              | 105                                          |                                              |
|                                              |                                              |                                              |                                              |                                              |